# Jorma Taccone

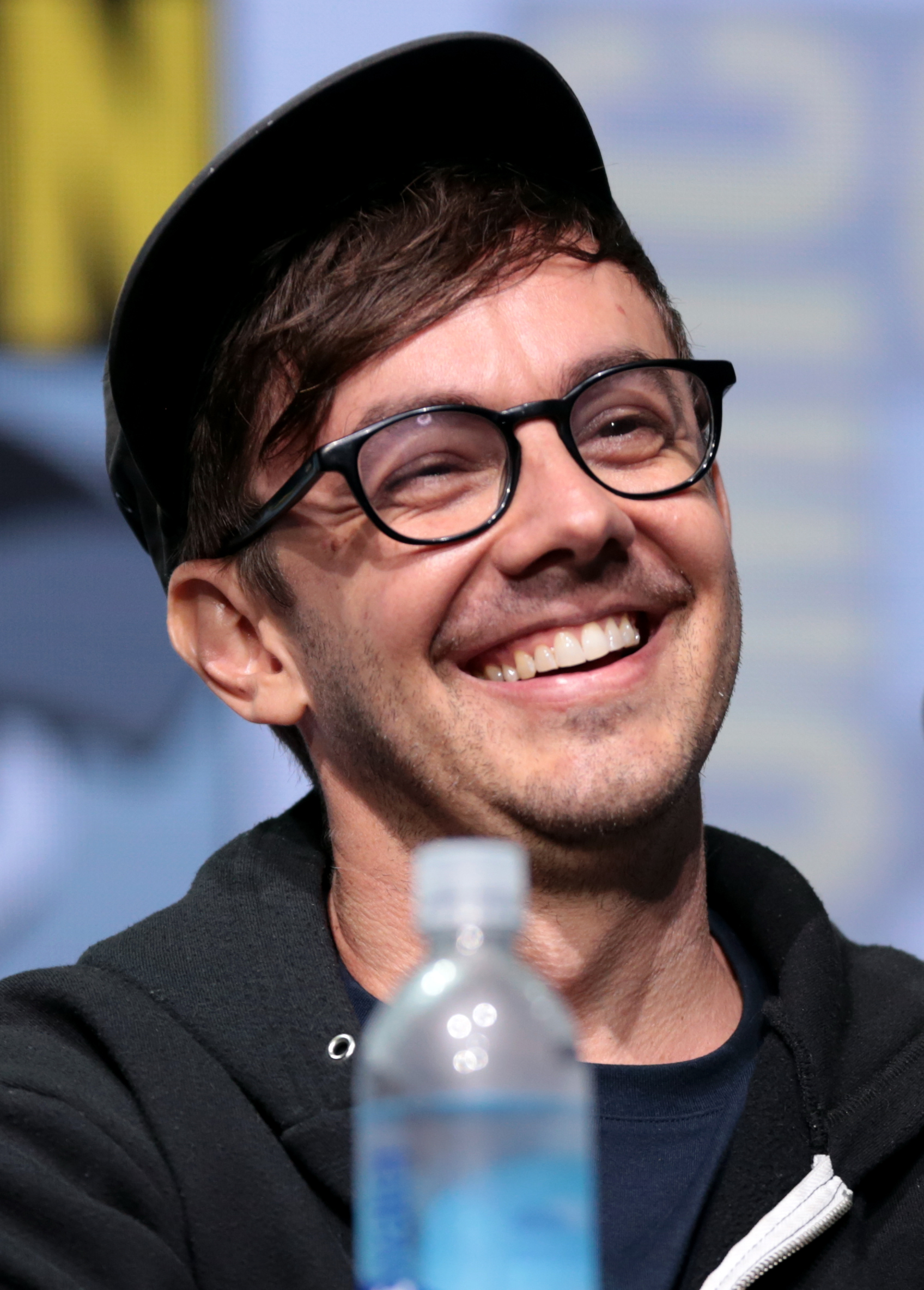
Taccone bei der Comic-Con 2017 in San Diego

Jorma Christopher Taccone (* 19. März 1977 in Berkeley, Kalifornien) ist ein US-amerikanischer Comedian, Drehbuchautor, Schauspieler und Regisseur. Zusammen mit seinen Schulfreunden Akiva Schaffer und Andy Samberg bildet Jorma die Gruppe The Lonely Island.

## Kindheit und Jugend
Taccone wurde am 19. März 1977 in Berkeley als erster Sohn von Sue Ellen und Tony Taccone, der Regisseur am Berkeley Repertory Theatre ist, geboren. Er ging zusammen mit Akiva Schaffer und Andy Samberg zur Highschool und besuchte mit diesen im Anschluss die Film School der University of California, Los Angeles. Im Juni 2007 heiratete er Marielle Heller in der Mission Ranch in Carmel. Das Paar hat seit Dezember 2014 ein Kind.

## Karriere
2005 trat er wie auch Schaffer und Samberg dem Ensemble von Saturday Night Live bei und blieb dort bis 2012. In dieser Zeit kreierten sie für die Show zahlreiche Digital Shorts, unter anderem „Lazy Sunday“ mit Chris Parnell, „Jizz in my Pants“, „I'm on a boat“ mit T-Pain, „Dick in a box“, „Motherlover“ und „3-Way (The Golden Rule)“ mit Justin Timberlake. Taccone produzierte einen Großteil der Musik auf Incredibad, dem ersten Album von The Lonely Island.
In 2007 spielte er bei dem Film Hot Rod zusammen mit Andy Samberg unter der Regie von Akiva Schaffer mit. In The 'Bu spielte er die Hauptrolle mit Co-Star Sarah Chalke. 2010 war er Regisseur des Films MacGruber.

## Filmografie (Auswahl)
- 2005–2012: Saturday Night Live

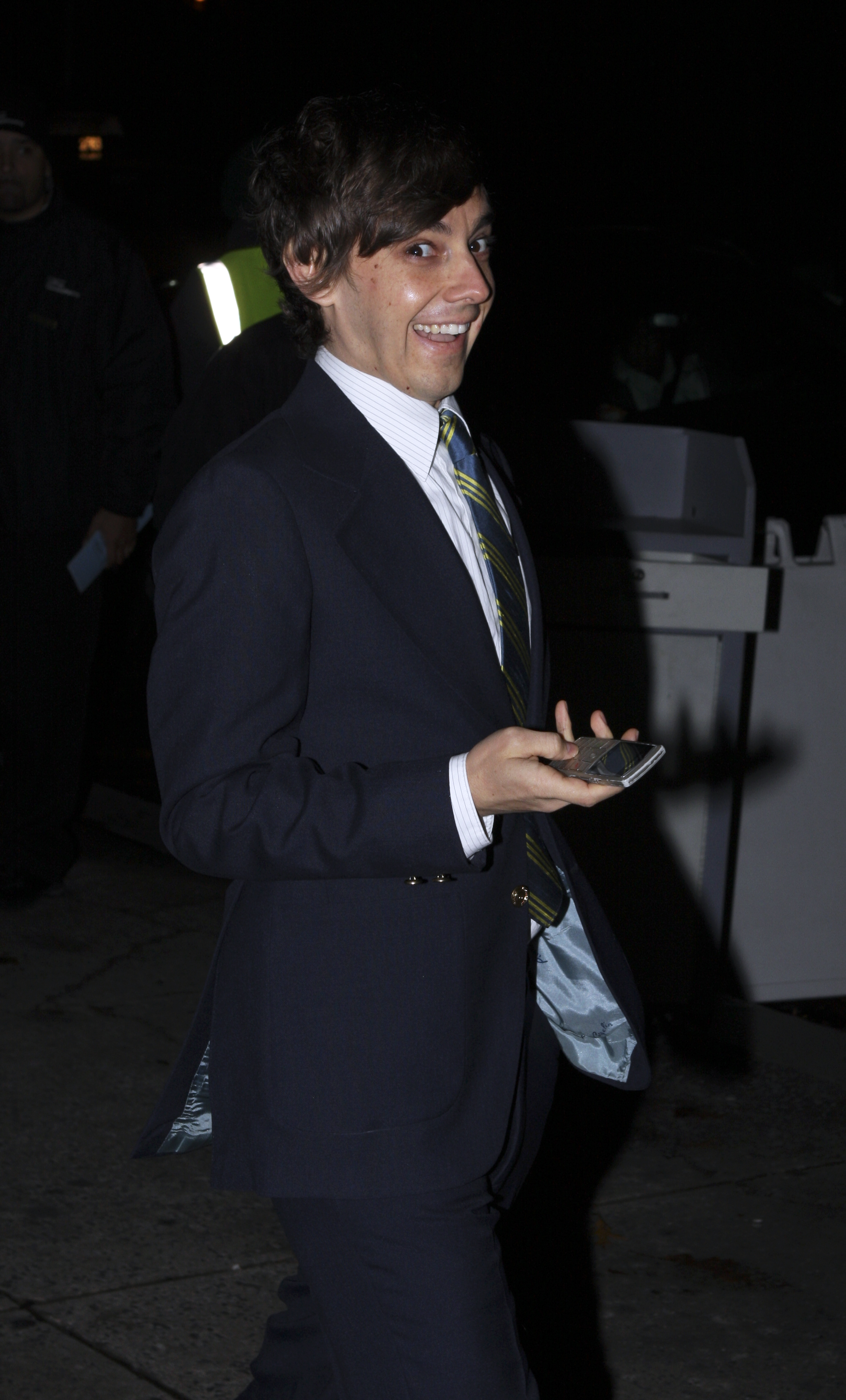
Taccone 2007

- 2007: Hot Rod – Mit Vollgas durch die Hölle (Hot Rod)
- 2008: Vorbilder?! (Role Models)
- 2009: Die fast vergessene Welt (Land of the Lost)
- 2010: MacGruber
- 2012: The Watch – Nachbarn der 3. Art (The Watch)
- 2012–2013: Girls (Fernsehserie)
- 2013: Kindsköpfe 2 (Grown Ups 2)
- 2014: Bad Neighbors (Neighbors)
- 2015: Kung Fury
- 2015: Parks and Recreation (Fernsehserie)
- 2016: Popstar: Never Stop Never Stopping
- 2018: Spider-Man: A New Universe (Spider-Man: Into the Spider-Verse, Stimme)
- 2019: Bless the Harts  (Fernsehserie, Stimme)
- 2020: Palm Springs
- 2020: An American Pickle
- 2022: The People We Hate at the Wedding